# Landéda
Landéda (tiếng Breton: Landeda) là một xã của tỉnh Finistère, thuộc vùng Bretagne, miền tây bắc Pháp.

## Dân số
Người dân ở Landéda được gọi là Landédaens.